# Stase
In sciencefiction is stase of stasis het opschorten van de effecten van het verstrijken van de tijd binnen een beperkte ruimte: een geavanceerde manier om te conserveren. Op organismen toegepast heet het ook wel hyperslaap, een verschijnsel dat lijkt op schijndood. Waar schijndood meestal refereert aan sterk gereduceerde levensprocessen impliceert stase het volledig tot stilstand komen daarvan, ze kunnen ook makkelijk herstart worden of herstarten spontaan als de stase weggehaald wordt. Stase kan nog andere eigenschappen hebben die bruikbaar zijn voor sciencefictionverhaallijnen.
Een staseveld of stasisveld bestrijkt een gebied waar een staseproces in werking is. Stasisvelden in fictie hebben vaak een aantal eigenschappen gemeen, zoals (bijna) oneindige stijfheid zodat een onbreekbaar object ontstaat, en een (bijna) perfect spiegelend oppervlak. De meeste sciencefictionplots gebruiken een fysiek apparaat om het stase-effect te bewerkstelligen. Als de machine wordt uitgeschakeld eindigt het effect: het stasisveld stort in.
Tijd is vaak opgeschort in stasevelden. Zulke velden hebben dus de eigenschap niet-levende materialen tegen de tand des tijds te beschermen. Verhalen met zulke velden hebben vaak materiaal en levende wezens die duizenden of miljoenen jaren voorbij hun normale tijdperk te vinden zijn. 
Er zijn reële verschijnselen die tijduitrekking zoals in een staseveld veroorzaken. Een snelheid die de lichtsnelheid benadert of een krachtig zwaartekrachtsveld zal tijd langzamer doen voortschrijden. Er is echter geen bekende theoretische manier om tijduitrekking te verkrijgen zonder een van deze omstandigheden.